# Junkers Ju 290
Junkers Ju 290 là một loại máy bay ném bom hạng nặng, vận tải và tuần tra hàng hải của Luftwaffe cuối Chiến tranh thế giới thứ hai.

## Quốc gia sử dụng
Tiệp Khắc
- Ceské aerolinie

 Nazi Germany
- Luftwaffe
- Deutsche Luft Hansa

 Nhà nước Tây Ban Nha
- Không quân Tây Ban Nha

## Tính năng kỹ chiến thuật (Ju 290 A-5)
Đặc điểm tổng quát
- Kíp lái: 9
- Chiều dài: 28,64 m (93 ft 11 in)
- Sải cánh: 42 m (137 ft 9 in)
- Chiều cao: 6,83 m (22 ft 5 in)
- Diện tích cánh: 203 m² (2.191 ft²)
- Trọng lượng rỗng: 33.005 kg (72.611 lb)
- Trọng lượng cất cánh tối đa: 44.970 kg (99.141 lb)
- Động cơ: 4 × BMW 801G/H, 1.268 kW (1.700 hp)  mỗi chiếc

 Hiệu suất bay 
- Vận tốc cực đại: 440 km/h (273 mph)
- Tầm bay: 6.150 km (3.843 mi)
- Trần bay: 6.000 m (19.680 ft)

Trang bị vũ khí

- Súng: **6 × 20 mm pháo MG 151/20
  - 2 × Súng máy MG 131 13 mm (.51 in)
- Bom: Lên tới 3.000 kg (6.600 lb)

Hệ thống điện tử

radar FuG 200 Hohentwiel